# Meet the Enemy
Meet the Enemy ist ein 3:46 Minuten langes Lied und die einzige offizielle Single-Auskoppelung der Schweizer Pagan-/Folk-Metal-Band Eluveitie vom Album Helvetios. Erstmals veröffentlicht wurde das Lied am 24. Dezember 2011 über den Facebook- und YouTube-Account der Band. Als offizielle Single erschien Meet the Enemy am 13. Januar 2012 im iTunes Store.

## Entstehungsgeschichte
Meet the Enemy wurde als Teil des Konzeptalbums Helvetios zwischen dem 1. September und dem 25. November 2011 in den Newsound Studios in Pfäffikon SZ und den  Luzerner Soundfarm Studios von Tommy Vetterli aufgenommen und abgemischt und schließlich im Zürcher echochamber-Studio von Dan Suter gemastert.
Erstmals veröffentlicht wurde das Lied als Video auf dem YouTube- und Facebook-Profil der Band, am 24. Dezember 2011. Hinterlegt wurde das Video mit dem Albumcover als Standbild und den VÖ-Daten. Drei Tage später wurde das Lied als Gratis-Download auf der Website von Nuclear Blast angeboten. Erstmals live aufgeführt wurde das Lied am 30. Dezember 2011 auf dem von Eluveitie veranstalteten Festival “Eluveitie & Friends” im Zürcher Volkshaus. Als weitere Bands spielten an diesem Abend Coroner, Korpiklaani, Powerwolf, Excelsis und Blutmond.
Die dritte Veröffentlichung des Liedes fand am 6. Januar 2012 als "Lyric-Video" statt. Erneut über das YouTube-Profil der Band, wurde das Lied, unterlegt von einem Video, das Impressionen aus dem Album-Artwork und den Songtext zeigte der Öffentlichkeit präsentiert. Im iTunes Store, und damit als offizielle Single, wurde Meet the Enemy am 13. Januar 2012 im deutschsprachigen Raum eingestellt. In der amerikanischen Version von iTunes erfolgte die Veröffentlichung am 17. Januar 2012.

## Stil

### Musik
Meet the Enemy lässt sich als eine stilistische Kombination aus Melodic Death Metal und Folk Metal einordnen. Verwendet wurde eine Vielzahl an Instrumenten. Neben den typischen Instrumenten einer Metal-Band wie E-Gitarre, E-Bass und Schlagzeug wurde auch Geige, Drehleier, Sackpfeifen und Uilleann Pipes, diverse Flöten und Whistles und eine Mandola bzw. Mandoline verwendet. Als Gastmusiker wirkte bei diesem Lied Fredy Schnyder von Nucleus Torn als Hackbrett-Spieler mit. Der Gesang ist geprägt von Chrigel Glanzmanns Screaming.

### Text
Der Text ist ausschließlich auf Englisch verfasst. Er erzählt vom ersten Aufeinandertreffen der Helvetier und der Römer, den beiden Rivalen im gallischen Krieg. Am Genfersee bat Caesar die Helvetier um einige Wochen „Bedenkzeit“, um seine Armee zu stärken und ihnen dann letztlich mitzuteilen, dass er sie nicht durch das von ihm kontrollierte Gebiet westlich des Genfersees ziehen lassen werde. Die Helvetier nahmen daraufhin eine Alternativroute über einen engen Gebirgspass und überquerten später die Arar. Als etwa drei Viertel der Stammesangehörigen den Fluss bereits passiert hatten, griffen eines Nachts sechs römische Legionen bei der Schlacht bei Bibracte die Helvetier im Schlaf an und besiegten alle östlich der Arars gebliebenen Helvetier.